# Aetius decollatus
Aetius decollatus là một loài nhện trong họ Corinnidae.
Loài này thuộc chi Aetius. Aetius decollatus được Octavius Pickard-Cambridge miêu tả năm 1896.